# Ordenanças

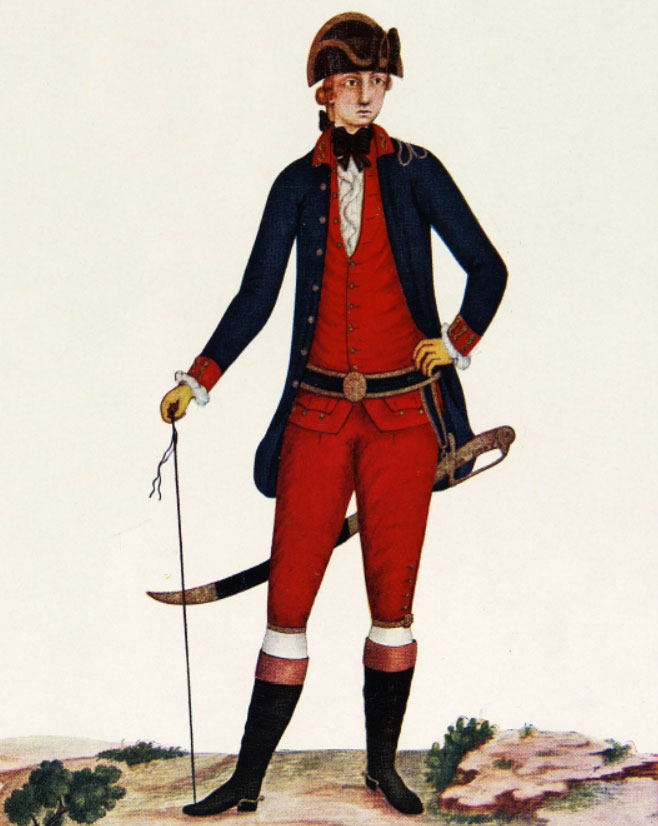
Soldado de Ordenança da Cidade. Rio de Janeiro, década de 1770. Aquarela de Carlos Julião.

As ordenanças constituíram o escalão territorial das forças militares de Portugal, entre o século XVI e o princípio do século XIX.
A partir da Guerra da Restauração, as ordenanças passaram a constituir uma espécie de 3.ª linha do Exército, servindo de fundo de recrutamento e de complemento à 2.ª linha (tropas auxiliares ou milícias) e a 1.ª linha (tropas pagas).

## História
A designação "ordenanças" começou a ser aplicada às companhias e outros corpos de tropas criados no reinado de D. Manuel I, os quais só uma vez foram empenhados nas campanhas do Norte de África em 1514 e outra na Índia. Durante o reinado de D. João III, tentou-se criar uma estrutura de recrutamento e mobilização territorial, mas, aparentemente sem grande sucesso.
Essa estrutura só viria a ser implementada com sucesso no reinado de D. Sebastião. Inicialmente, foram estabelecidas capitanias-mores no Porto e em Lisboa. Pouco depois, através do Regimento dos Capitães-mores e mais capitães, e officiais das companhias de gente de cavallo e de pé: e da ordem que teram em se exercitarem de 10 de dezembro de 1570, o Rei D. Sebastião regulamenta a Lei das Armas que cada pessoa he obrigada a ter... de 1569 e alarga a estrutura das ordenanças a todo o Reino, criando a base do que seria um exército nacional.
O Regimento dos Capitães-Mores prevê que as ordenanças se organizem com base nas capitanias, cada qual a cargo de um capitão-mor. Cada capitania correspondia à área territorial de uma cidade, vila, concelho ou território senhorial como couto, honra, etc, e incluía várias companhias de ordenanças, cada qual a cargo de um capitão e com um efetivo de cerca de 250 homens. Os capitães-mores das ordenanças são nomeados ou designados por eleição pelas jurisdições de cada terra, as do rei (no caso das outras terras de jurisdição real o rei delegava a escolha na câmara), ou de senhorios nobres ou eclesiásticos, excepto nas terras onde existisse alcaide-mor, caso em que este assumia por inerência o cargo de capitão-mor, ou pelas suas câmaras municipais, e confirmados pelos corregedores das comarcas.
A estrutura das capitanias e das suas companhias de ordenanças acabou por começar a refletir a organização social das localidades onde se inseriam, com os cargos dirigentes a ser atribuídos aos mais notáveis das terras. Os oficiais de ordenanças e especialmente os capitães-mores passariam a dispor de uma enorme influência local.
A eficácia e a rapidez da implementação das ordenanças sebásticas irá revelar-se pouco tempo depois, na preparação da campanha de Marrocos que irá culminar na Batalha de Alcácer-Quibir em 1578. Para essa campanha, as ordenanças mobilizam cerca de 8000 homens em 32 companhias ativas que irão constituir os terços de Lisboa, Santarém (Estremadura), Alentejo e Algarve. Cada terço inclui oito companhias de ordenanças, cada qual com cerca de 250 homens.
As ordenanças acabariam por decair durante o período da União Ibérica (1580-1640).

Militares de tropas de Ordenanças
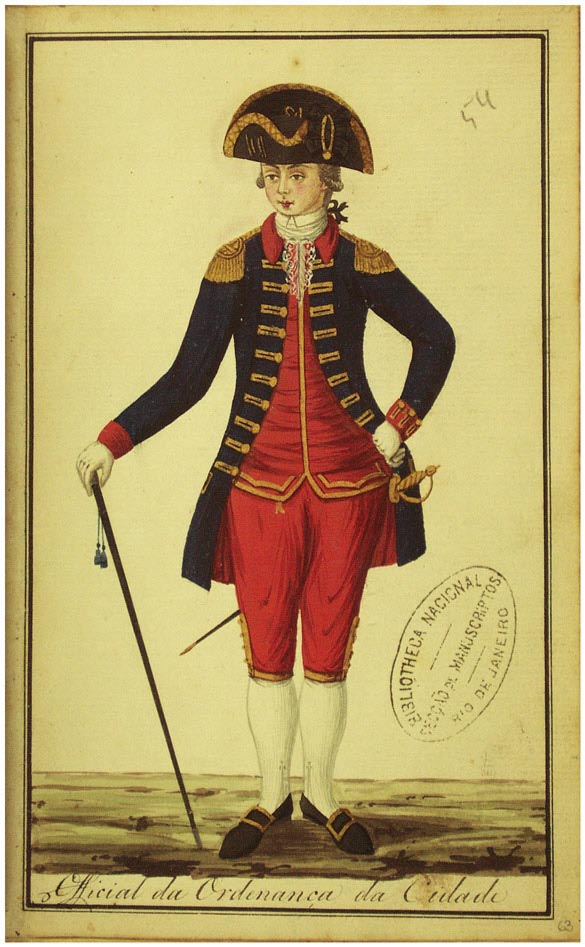
Ordenança do Rio de Janeiro
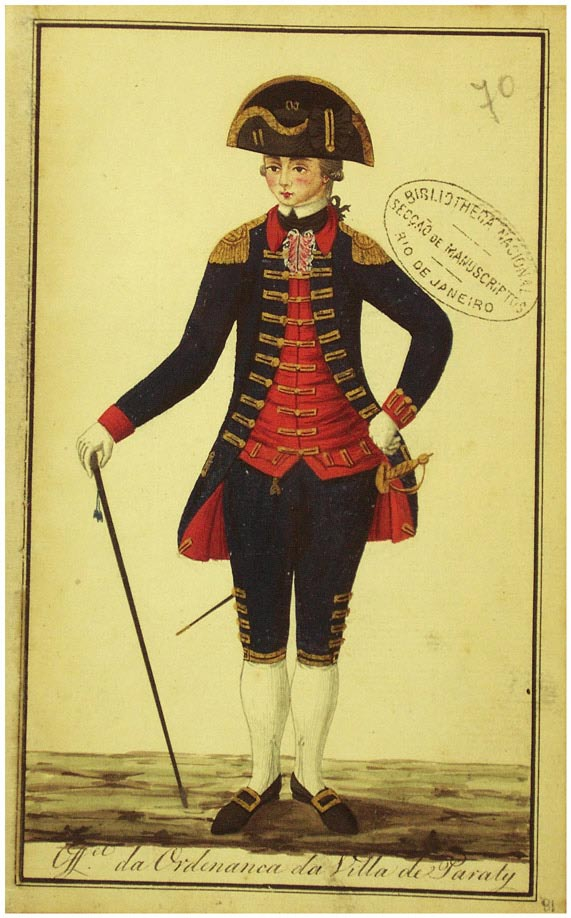
Ordenança de Paraty
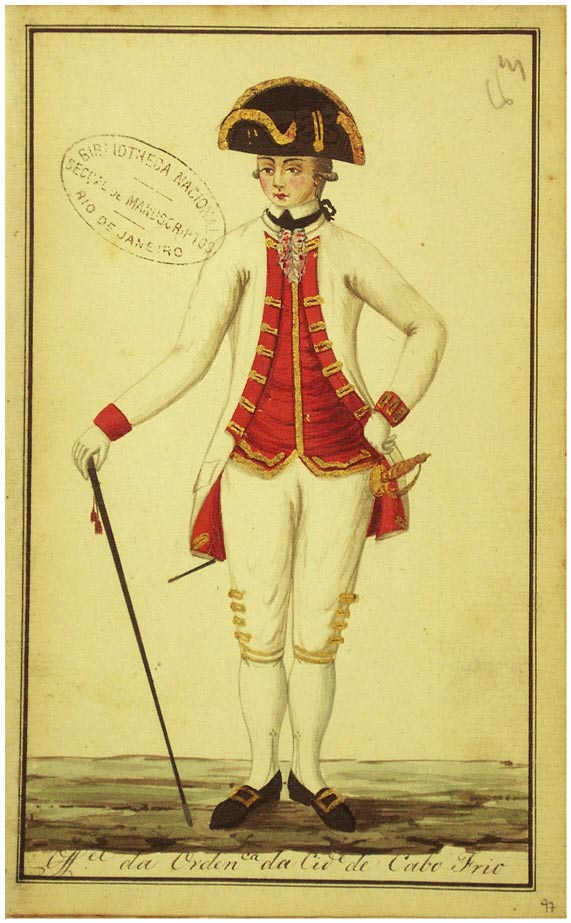
Ordenança de Cabo Frio
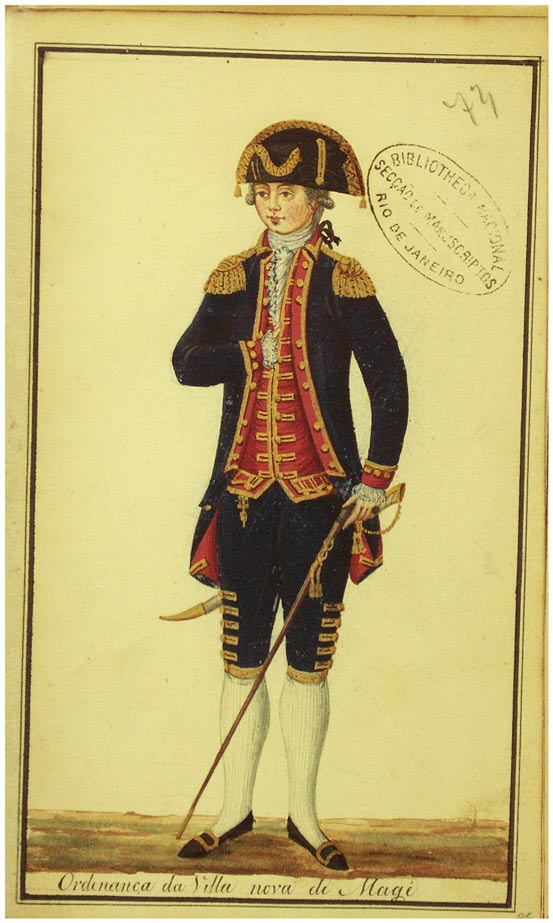
Ordenança de Magé

Na sequência da Restauração da Independência, a 1 de Dezembro de 1640, o restabelecimento das ordenanças sebásticas vai ser uma das primeiras medidas de caráter militar a ser tomada pelo novo Rei D. João IV. As ordenanças fazia parte do que, a literatura militar da época, referia como milicianos, categoria que compreendia, além das ordenanças, os auxiliares. Esta segunda força miliciana foi constituída em 1646 para a infantaria e somente em 1650 para a cavalaria. Nas ordenanças eram obrigatoriamente alistados todos os homens válidos entre os 15 e os 60 anos que não fossem recrutáveis como soldados pagos, sendo organizados em companhias (uma ou mais companhias de infantaria por comarca, havendo também algumas de cavalaria). Parte da gente da ordenança passou a servir nos auxiliares quando esta força foi criada (um terço e uma companhia de cavalaria em cada comarca). Em teoria, apenas os milicianos auxiliares deviam prestar serviço nas fronteiras de guerra, pois para isso tinham privilégios semelhantes aos dos soldados pagos. A partir de 1657 passaram a receber metade do soldo que se pagava àqueles, quando partiam em campanha. Todavia, não era raro encontrar unidades da ordenança empregues em guerra viva, mesmo depois de 1646 e até fora da província de origem. Havia ainda uma subcategoria da ordenança, a dos volantes, que era composta por gente escolhida e que se destinava a formar unidades itinerantes. Com o surgimento dos auxiliares, estas unidades tornaram-se mais raras. 
A estrutura das Ordenanças é também implementada, com as devidas adaptações locais, em vários territórios do Ultramar Português, sobretudo nos locais onde existem mais residentes de origem portuguesa e onde, consequentemente, a organização social local segue mais de perto o modelo da Metrópole. De todos os territórios ultramarinos, é no Brasil que as Ordenanças irão atingir um maior desenvolvimento.
Durante o século XVIII, a Coroa irá tentar centralizar e aumentar a militarização das ordenanças. Em 1707, os capitães-mores deixam de ser designados pelas câmaras municipais e passam a ser escolhidos pelos governadores das armas, passando a receber uma carta-patente de oficial militar assinada pelo Rei, através do Conselho de Guerra. Em 1762, os oficiais de ordenanças passam a usar uniforme militar e insígnias correspondentes às respetivas patentes.
Através do novo regulamento de recrutamento militar, estabelecido pelo conde de Lippe em 1764, as capitanias são agrupadas em 45 distritos de recrutamento, cada qual correspondendo a um dos 45 regimentos existentes. Cada distrito deveria abastecer de recrutas o regimento correspondente.
Em 1806, os distritos são substituídos por 24 brigadas de ordenanças, cada qual constituindo a circunscrição de recrutamento e mobilização de um regimento de infantaria e de dois de milícias.
As ordenanças acabarão por ser extintas a 18 de março de 1823, na sequência da criação da Guarda Nacional. Esta nova instituição destinava-se a assumir as funções tanto das ordenanças como das Milícias. Restabelecidas no regime de D. Miguel I, as ordenanças acabarão por ser definitivamente extintas e substituídas pela Guarda Nacional, depois da vitória liberal na Guerra Civil, através do decreto de 24 de março de 1831.

## Organização

### Organização inicial
As ordenanças organizavam-se numa base territorial, na qual a principal unidade era a capitania-mor. Cada capitania correspondia ao território de uma cidade, vila ou concelho, couto, honra, etc, estando a cargo de um capitão-mor que era coadjuvado por um sargento-mor. Por sua vez, as capitanias agrupavam várias companhias de ordenanças de 250 homens cada uma divididos em 10 esquadras, cada companhia comandada por um capitão, coadjuvado por um alferes, um sargento, um meirinho, um escrivão e 10 cabos de esquadra. Cada cabo chefiava uma esquadra de 25 homens. Os que fossem obrigados a ter cavalo faziam também parte da companhia mas exercitavam-se separadamente.
Os oficiais das capitanias e companhias de ordenança eram designados pelas câmaras locais, sendo os das companhias todos nomeados pelos capitães-mores. Exceptuavam-se o cargo de capitão-mor de uma terra onde existisse alcaide-mor, caso em que o cargo era inerente a este. A organização local das ordenanças acabaria por refletir a organização e a hierarquia social da localidade, com as pessoas mais nobres, notáveis e influentes da terra a assumirem os cargos hierarquicamente mais elevados das respetivas capitanias e companhias.
No século XVII, as ordenanças da cidade e termo de Lisboa passaram a ter uma organização especial, sendo constituídos os regimentos de ordenanças da Corte. Um destes, era o Regimento de Ordenanças dos Privilegiados da Corte, constituído pelos eclesiásticos e por outros que tinham o privilégio de estar isentos de prestação de serviço militar nas milícias e tropas pagas, mas que não estavam isentos da prestação de serviço nas ordenanças.

### Organização de 1764
Pela organização militar do conde de Lippe de 1764, as capitanias foram agrupadas em 45 distritos de recrutamento, cada qual correspondente a um dos 43 regimentos de infantaria, cavalaria e artilharia do Exército e aos dois regimentos da Armada então existentes.

### Organização de 1806
A reforma do Exército de 1806 estabeleceu uma organização territorial geométrica na qual existiam 24 brigadas de ordenanças. Cada brigada era comandada por um coronel de ordenanças e constituía o distrito de recrutamento de um regimento de infantaria de 1ª linha e de dois regimentos de milícias. Por sua vez, cada brigada de ordenanças agrupava oito capitanias-mores - cada qual correspondente a uma das oito companhias de fuzileiros de cada regimento - e cada uma destas agrupava, por sua, vez, oito companhias de ordenanças.
Por decreto de 24 de junho de 1809, foram constituídas 16 legiões nacionais de ordenanças, para defesa da cidade de Lisboa no âmbito da Guerra Peninsular. Cada legião nacional era constituída por três batalhões a 10 companhias de 105 praças cada uma. Para mobilização das legiões, a cidade foi dividida em 16 distritos, cada qual subdividido em três zonas de batalhão. As legiões nacionais de Lisboa foram dissolvidas a 12 de dezembro de 1829 e substituídas por oito regimentos de ordenanças.

## Uniformes

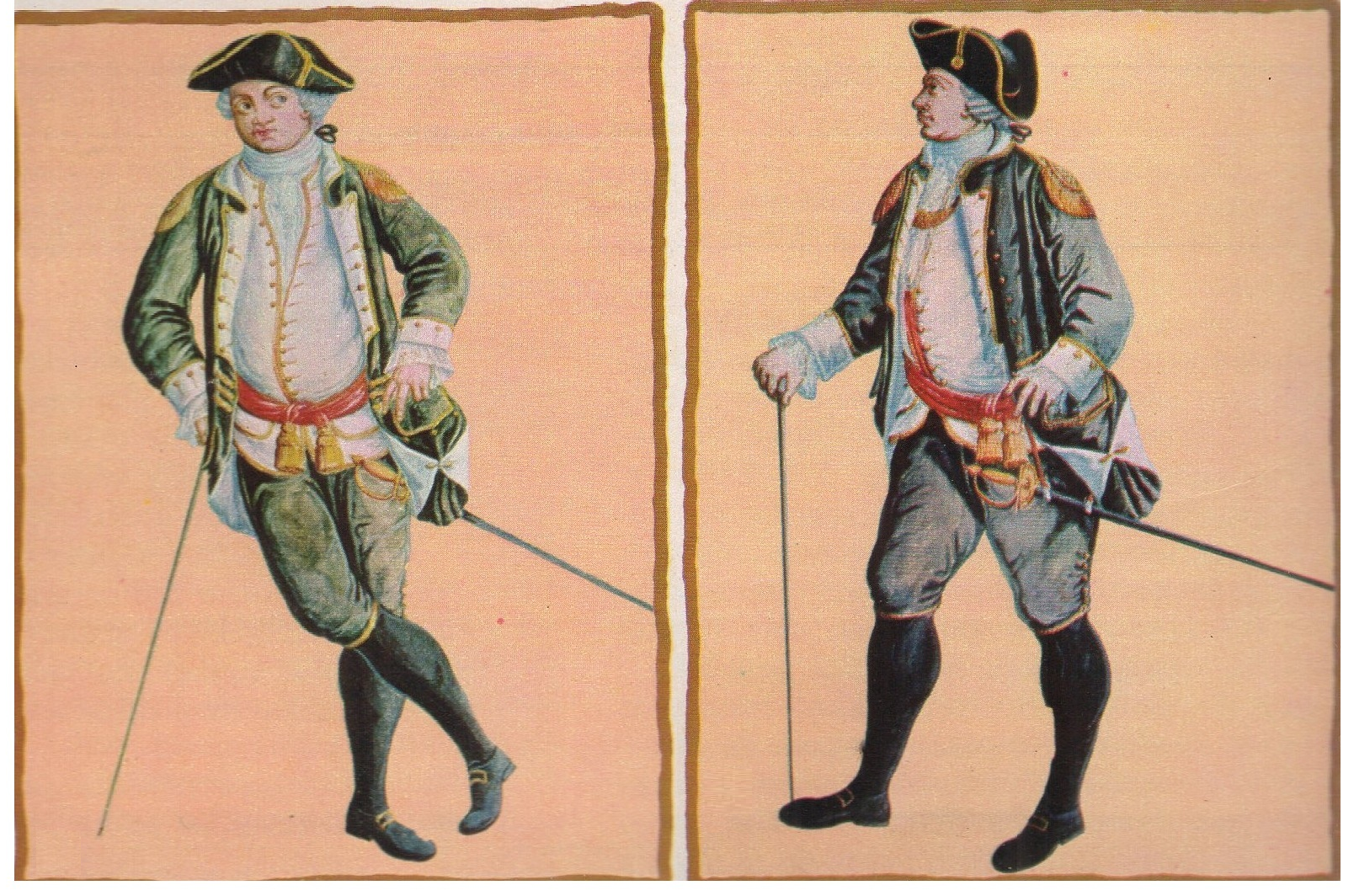
Oficiais de Ordenanças com seus tradicionais uniformes verdes.

Em 1762, foi estabelecido que os oficiais das ordenanças passariam a usar uniforme militar com as insígnias da respetiva patente.
O Plano de Uniformes do Exército de 1806 estabeleceu o verde como cor privativa dos uniformes dos oficiais de Ordenanças (embora essa cor já fosse usada desde meados do século XVIII), distinto portanto dos uniformes azuis ferretes estabelecidos para o Exército de 1.ª linha e para as Milícias.